# RV & AV Excelsior in het seizoen 1969/70
Het seizoen 1969/1970 was het 16e jaar in het bestaan van de Rotterdamse betaaldvoetbalclub Excelsior. De club kwam uit in de Eerste divisie en eindigde daarin op de tweede plaats, dit betekende dat de club rechtstreeks promoveerde naar de Eredivisie. Tevens deed de club mee aan het toernooi om de KNVB Beker, hierin werd in de tweede ronde verloren van Telstar (0–5).

## Wedstrijdstatistieken

### Eerste divisie
|       | Blauw-Wit | FC Den Bosch '67 | SC Cambuur | D.F.C. | Elinkwijk | Fortuna | Fortuna SC | De Graafschap | Helmond Sport | Heracles | HVC   | RCH   | Veendam | Vitesse | Volendam | De Volewijckers | Willem II |
| ----- | --------- | ---------------- | ---------- | ------ | --------- | ------- | ---------- | ------------- | ------------- | -------- | ----- | ----- | ------- | ------- | -------- | --------------- | --------- |
| Thuis | 1 – 1     | 2 – 0            | 1 – 1      | 3 – 0  | 3 – 1     | 3 – 2   | 4 – 1      | 2 – 1         | 1 – 0         | 1 – 1    | 4 – 1 | 4 – 0 | 3 – 0   | 2 – 1   | 0 – 0    | 1 – 0           | 1 – 0     |
| Uit   | 0 – 1     | 0 – 0            | 4 – 0      | 3 – 3  | 0 – 2     | 0 – 2   | 2 – 1      | 3 – 3         | 2 – 0         | 1 – 3    | 1 – 1 | 0 – 0 | 0 – 1   | 1 – 2   | 1 – 1    | 2 – 0           | 1 – 0     |

### KNVB beker
| 1e ronde                                      | Excelsior                                        | 2 – 2 (1 – 0, 2 – 2) Na strafschoppen | Holland Sport                              |
| 14 december 1969 Plaats: Rotterdam Woudestein | Thijs Libregts 35' Aad den Butter 57'            |                                       | 71' Joop van Maurik 88' Robbie van der Bol |
| 2e ronde                                      | Telstar                                          | 5 – 0 (2 – 0)                         | Excelsior                                  |
| 1 maart 1970 Plaats: Velsen Schoonenberg      | Dick Beek 19', 65', 80', 82' Frans van Essen 40' |                                       |                                            |

## Statistieken Excelsior 1969/1970

### Eindstand Excelsior in de Nederlandse Eerste divisie 1969 / 1970
| Stand | Gespeeld | Gewonnen | Gelijk | Verloren | Punten | Doelpunten voor | Doelpunten tegen |
| ----- | -------- | -------- | ------ | -------- | ------ | --------------- | ---------------- |
| 2e    | 34       | 19       | 10     | 5        | 48     | 56              | 31               |

### Topscorers
| #      | Naam              | Goal |
| ------ | ----------------- | ---- |
| 1.     | Theo van Toledo   | 20   |
| 2.     | Thijs Kwakkernaat | 12   |
| 3.     | Hans Bassant      | 9    |
| 3.     | Thijs Libregts    | 9    |
| 5.     | Aad den Butter    | 3    |
| 6.     | Jan Kleingeld     | 2    |
| 7.     | Rob de Boom       | 1    |
| Totaal | Totaal            | 56   |

| #      | Naam           | Goal |
| ------ | -------------- | ---- |
| 1.     | Aad den Butter | 1    |
| 1.     | Thijs Libregts | 1    |
| Totaal | Totaal         | 2    |

## Voetnoten
Blauw-Wit ·
FC Den Bosch '67 ·
Cambuur ·
D.F.C. ·
Elinkwijk ·
Excelsior ·
Fortuna SC ·
Fortuna ·
De Graafschap ·
Helmond Sport ·
Heracles ·
HVC ·
RCH ·
Veendam ·
Vitesse ·
Volendam ·
De Volewijckers ·
Willem II